# Meermanns Baumhaus
Meermanns Baumhaus ist ein Drama der Regisseurin Anna Annegret Pein aus dem Jahr 1992. Er handelt von einem alten Ehepaar, das sich im Altersheim an das Glück vergangener Tage und seine lebenslange Liebe erinnert. Der Film wurde produziert von der Wüste Filmproduktion in Zusammenarbeit mit dem Hessischen Rundfunk. Die Erstaufführung war im Oktober 1993. Im Fernsehen wurde er erstmals am 23. November 1994 gezeigt.

## Handlung
Der Film handelt von dem Ehepaar Adele und Werner Meermann. Die beiden leben in einem Pflegeheim, welches sie als Endstation ihres Lebens empfinden. Dort erinnern sie sich an die glücklichen Zeiten ihres Lebens und ihrer Liebe. Eine wichtige Erinnerung ist dabei das Baumhaus, in dem Adele als Kind saß und an dem Werner vorbeiradelte und Kirschen brachte. Im Heim sind Momente der Vergangenheit, an die sie sich gemeinsam erinnern, das Einzige, was ihnen geblieben ist. So erinnern sie sich an sechzig in gegenseitiger Liebe gemeinsam verbrachte Jahre, welche ihnen ein glückliches und erfülltes Leben geschenkt hatten.

## Entstehung
Anna Annegret Pein war vor ihrer Tätigkeit beim Film als Altenpflegerin beschäftigt. In dem Film verarbeitet sie dort gemachte Erfahrungen.

## Kritiken
Die Medienzentrale Köln bewertet den Film als ... von tiefer Menschlichkeit geprägter Spielfilm, der der Kraft der Erinnerung gewidmet ist und verlieh ihm das Prädikat wertvoll. Das Erzbistum Köln übernahm diese Bewertung in seinen Medientipps für Senioren. Die Diplomtheologin Barbara Rolf schreibt: Der Film lässt in Rückblenden der 30er, 40er und 50er Jahre das Leben der Meermanns Revue passieren und zeigt, wie wertvoll Erinnerungen für Menschen sind, die am Ende des Lebens stehen.